# Comuna Lunca Cernii de Jos, Hunedoara
Lunca Cernii de Jos (în maghiară: Alsónyíresfalva, în germană: Weidendorf, Birkendorf) este o comună în județul Hunedoara, Transilvania, România, formată din satele Ciumița, Fântâna, Gura Bordului, Lunca Cernii de Jos (reședința), Lunca Cernii de Sus, Meria, Negoiu și Valea Babii.

## Demografie
Componența etnică a comunei Lunca Cernii de Jos
     Români (93,4%)
     Alte etnii (0,92%)
     Necunoscută (5,67%)
Componența confesională a comunei Lunca Cernii de Jos
     Ortodocși (77,44%)
     Penticostali (7,78%)
     Baptiști (4,22%)
     Alte religii (3,69%)
     Fără religie (1,06%)
     Necunoscută (5,8%)
Conform recensământului efectuat în 2021, populația comunei Lunca Cernii de Jos se ridică la 758 de locuitori, în scădere față de recensământul anterior din 2011, când fuseseră înregistrați 905 locuitori. Majoritatea locuitorilor sunt români (93,4%), iar pentru 5,67% nu se cunoaște apartenența etnică. Din punct de vedere confesional, majoritatea locuitorilor sunt ortodocși (77,44%), cu minorități de penticostali (7,78%), baptiști (4,22%), altele (3,3%) și fără religie (1,06%), iar pentru 5,8% nu se cunoaște apartenența confesională.

## Politică și administrație
Comuna Lunca Cernii de Jos este administrată de un primar și un consiliu local compus din 9 consilieri. Primarul, Luminița-Valentina Lupulescu[*], de la Partidul Național Liberal, este în funcție din 1 noiembrie 2024. Începând cu alegerile locale din 2024, consiliul local are următoarea componență pe partide politice:
|  | Partid                     | Consilieri | Componența Consiliului | Componența Consiliului | Componența Consiliului | Componența Consiliului | Componența Consiliului | Componența Consiliului | Componența Consiliului |
|  | -------------------------- | ---------- | ---------------------- | ---------------------- | ---------------------- | ---------------------- | ---------------------- | ---------------------- | ---------------------- |
|  | Partidul Național Liberal  | 7          |                        |                        |                        |                        |                        |                        |                        |
|  | Partidul Social Democrat   | 1          |                        |                        |                        |                        |                        |                        |                        |
|  | Partidul Mișcarea Populară | 1          |                        |                        |                        |                        |                        |                        |                        |

## Atracții turistice
- Rezervația naturală "Cheile Cernei" (2 ha)
- Cheile Cernei și Ținutul Pădurenilor (situri de importanță comunitară incluse în rețeaua ecologică europeană Natura 2000 în România).